# Botryotrichum piluliferum
Botryotrichum piluliferum är en svampart som beskrevs av Sacc. & Marchal 1885. Botryotrichum piluliferum ingår i släktet Botryotrichum och familjen Chaetomiaceae.   Inga underarter finns listade i Catalogue of Life.